# Oostdorp (oefendorp)
Oostdorp is een oefendorp op het Infanterie Schietkamp bij het Veluwse dorp Harskamp in de gemeente Ede. Het wordt gebruikt als oefendorp door infanterie-eenheden om vertrouwd te raken met oorlogssituaties in dorpen en steden.
Het dorp bestaat uit vierendertig woningen. In speciale huizen wordt de werking van boobytraps en de uitwerking van diverse soorten van munitie op verschillende bouwmaterialen gedemonstreerd. De meeste straatnamen zijn overgenomen van (laag) Oosterbeek vanwege de gevechten van Operatie Market Garden.